# Adrian Pennino
Adrianna Balboa née  Pennino un personnage de fiction de la saga cinématographique Rocky.

## Biographie fictive
Adrian est la femme de Rocky Balboa, la sœur de Paulie Pennino et la mère de Rocky Balboa Jr. Elle meurt d'un cancer entre le 5e et 6e film. Elle est incarnée dans les cinq premiers opus de la saga par l'actrice Talia Shire.
Elle est née le 10 mars 1950 et meurt de son cancer le 11 janvier 2002.
Au départ très timide vis-à-vis de Rocky, elle lui adresse la parole quand celui-ci vient la voir dans son magasin d'animaux. Mais à la suite d'une sortie, elle succombe à son charme et finit par entamer sa relation avec lui, elle ne semble pas apprécier le fait que Rocky prenne autant de risque sur le ring, mais elle finit par le laisser combattre.
Dans le second opus, elle tombe enceinte et veut à tout prix que Rocky ne risque plus sa vie sur un ring de Boxe, chose qu'au départ Rocky fait, mais à la suite de nombreuses provocations de la part d'Apollo, Rocky reprend les gants au grand désespoir d'Adrian. Elle accouchera avec un mois d'avance et fera une hémorragie, la faisant tomber dans le coma. Rocky la veillera jusqu'à son réveil et elle finira par le laisser combattre.
Dans le troisième opus, son confort fut assuré par les victoires de Rocky et par son titre de champion. Elle s'occupera surtout de son fils,et sera même l'un des plus grands soutiens de Rocky quand ce dernier doutera de lui-même en apprenant que beaucoup de ses matchs ont été truqués par Mickey.
Dans le quatrième opus, elle sera fermée à l'idée que Rocky se batte contre Ivan Drago et ce sentiment se renforcera lorsque ce dernier tuera Apollo lors d'un match d’exhibition. Elle finira par le rejoindre en Russie pour lui apporter son soutien pour qu'il puisse vaincre le russe.
Dans le cinquième opus, elle reprendra son poste dans l'animalerie à la suite d'un krach boursier afin d'aider au ménage, mais elle reste la conscience de Rocky quand celui-ci s'éloignera de son fils pour s'occuper d'un jeune boxeur prometteur. 
Dans le sixième opus, elle est décédée depuis plusieurs années, des suites d'un cancer du sein.

## Films
- Rocky (1976)
- Rocky 2 (1979)
- Rocky 3 (1982)
- Rocky 4 (1985)
- Rocky 5 (1990)
- Rocky Balboa (2006) (flashbacks uniquement)